# Ishiharella
Ishiharella är ett släkte av insekter. Ishiharella ingår i familjen dvärgstritar.
Kladogram enligt Catalogue of Life:
| Ishiharella | \| \| Ishiharella dentata \| \| \| \| \| \| Ishiharella hastata \| \| \| \| \| \| Ishiharella iochoui \| \| \| \| \| \| Ishiharella polyphemus \| \| \| \| \| \| Ishiharella scitula \| \| \| \| |
|             | \| \| Ishiharella dentata \| \| \| \| \| \| Ishiharella hastata \| \| \| \| \| \| Ishiharella iochoui \| \| \| \| \| \| Ishiharella polyphemus \| \| \| \| \| \| Ishiharella scitula \| \| \| \| |
|             | Ishiharella dentata |
|             | |
|             | Ishiharella hastata |
|             | |
|             | Ishiharella iochoui |
|             | |
|             | Ishiharella polyphemus |
|             | |
|             | Ishiharella scitula |
|             | |